# Hygophum hygomii
Hygophum hygomii és una espècie de peix de la família dels mictòfids i de l'ordre dels mictofiformes.

## Morfologia
- Els mascles poden assolir 6,8 cm de longitud total.[4][5]

## Reproducció
Assoleix la maduresa sexual en arribar als 5,8 cm de llargària.

## Depredadors
A les Illes Açores és depredat per Beryx splendens.

## Hàbitat
És un peix marí i d'aigües profundes que viu entre 0-800 m de fondària.

## Distribució geogràfica
Es troba a l'Atlàntic oriental (des de Portugal fins a Mauritània, i des d'Angola fins a Sud-àfrica), l'Atlàntic occidental, l'Índic (24°S-40°S), el Pacífic (15°S-20°S) i la Mediterrània.